# Отруєння етиловим спиртом
Го́стра алкого́льна інтоксика́ція — патологічний стан, що розвивається як отруєння при вживанні самого етилового спирту або спиртних напоїв, які його містять (алкоголь). Розвивається швидко, завдяки властивості етилового спирту легко всмоктуватись у шлунку. Етиловий спирт відносять до наркотичних засобів, що мають пригнічувальну дію на центральну нервову систему. Летальна доза при пероральному споживанні для дорослих становить близько 500 мл (96 % розчин).

## Клінічні ознаки
- Розвивається коматозний стан, який характеризується втратою чутливості та рухів.
- Зіниці звужені.
- Шкіра холодна, має ціанотичний відтінок.
- Запах алкоголю з рота.
- Блювання.
- Дихання поверхове, утруднене.
- Западання язика.
- Початкова артеріальна гіпертензія змінюється колапсом.

## Невідкладна допомога
1. Промивання шлунку через зонд великою кількістю рідини.
2. В/в введення гіпертонічного розчину глюкози з інсуліном (500 мл 20 % розчину глюкози та 20 ОД інсуліну), 4 % розчину гідрокарбонату натрію (500—1000 мл).
3. Вітамінотерапія (по 5-6 мл 5 % розчину вітамінів В1 та В6 в/м).
4. Метод форсованого діурезу проводить лікар у стаціонарі. Протипоказаний при алкогольній інтоксикації, ускладненій серцево-судинною недостатністю, порушенням функції нирок. При алкогольній інтоксикації часто спостерігають затримку сечовипускання (переповнений сечовий міхур), тому перед проведенням водного навантаження та перед госпіталізацією слід м'яким катетером випустити сечу (для попередження розриву сечового міхура).
5. При зниженні АТ призначають ефедрин, строфантин, в/в вводять поліглюкін (500 мл) та преднізолон (20 мг).
6. Кисень.